# Hotel Broadmoor
The Broadmoor es un hotel y resort en el vecindario de Broadmoor en Colorado Springs (Estados Unidos). El Broadmoor es miembro de Hoteles Históricos de América del Fideicomiso Nacional para la Preservación Histórica. Sus visitantes han incluido jefes de Estado, celebridades y estrellas del deporte profesional. Es propiedad de The Anschutz Corporation a través de su subsidiaria, The Broadmoor-Sea Island Company.
El principal complejo turístico, situado en la base de la montaña Cheyenne, está a 1899 m sobre el nivel del mar, y 8 km al suroeste del centro de Colorado Springs. El complejo cuenta con edificios de hotel, conferencias, deportes y spa que se extienden desde el lago Cheyenne. Broadmoor's Ranch en Emerald Valley es un alojamiento de lujo y un conjunto de cabañas situado en la parte trasera de la montaña Cheyenne, mientras que Broadmoor's Cloud Camp está situado en la cima.
Históricamente, los campeonatos nacionales y mundiales de patinaje y hockey se llevaban a cabo en el Broadmoor World Arena, que fue demolido en 1994 y reemplazado por otro estadio con el mismo nombre en Colorado Springs. Los campeonatos de golf se llevan a cabo en el Broadmoor Golf Club desde 1921. El complejo también ha sido sede de campeonatos de tiro al plato.

## Instalaciones

### El balneario de Broadmoor
La arquitectura y el color del hotel tienen un estilo neomediterráneo, con el estuco rosa de su fachada mezclándose con el paisaje del área de Pikes Peak. Los edificios principales están conectados en un camino circular alrededor de un lago. El edificio original del hotel es Broadmoor Main, construido en 1918. Los otros fueron construidos entre 1961 y 2001 y se llaman Broadmoor South, Broadmoor West, Lakeside Suites y West Tower.
El Broadmoor tiene 784 habitaciones. Muchas de las de Broadmoor South tienen balcones y algunas tienen chimeneas. El restaurante Penrose Room está ubicado en la parte superior del edificio de nueve pisos. Un total de dieciocho restaurantes están ubicados en los edificios principales del hotel, así como en el club de golf, los cafés junto a la piscina, el restaurante Summit y el pub Golden Bee. Broadmoor Golf Club tiene tres campos de golf, diseñados por Donald Ross, Robert Trent Jones y Ed Seay y Arnold Palmer.

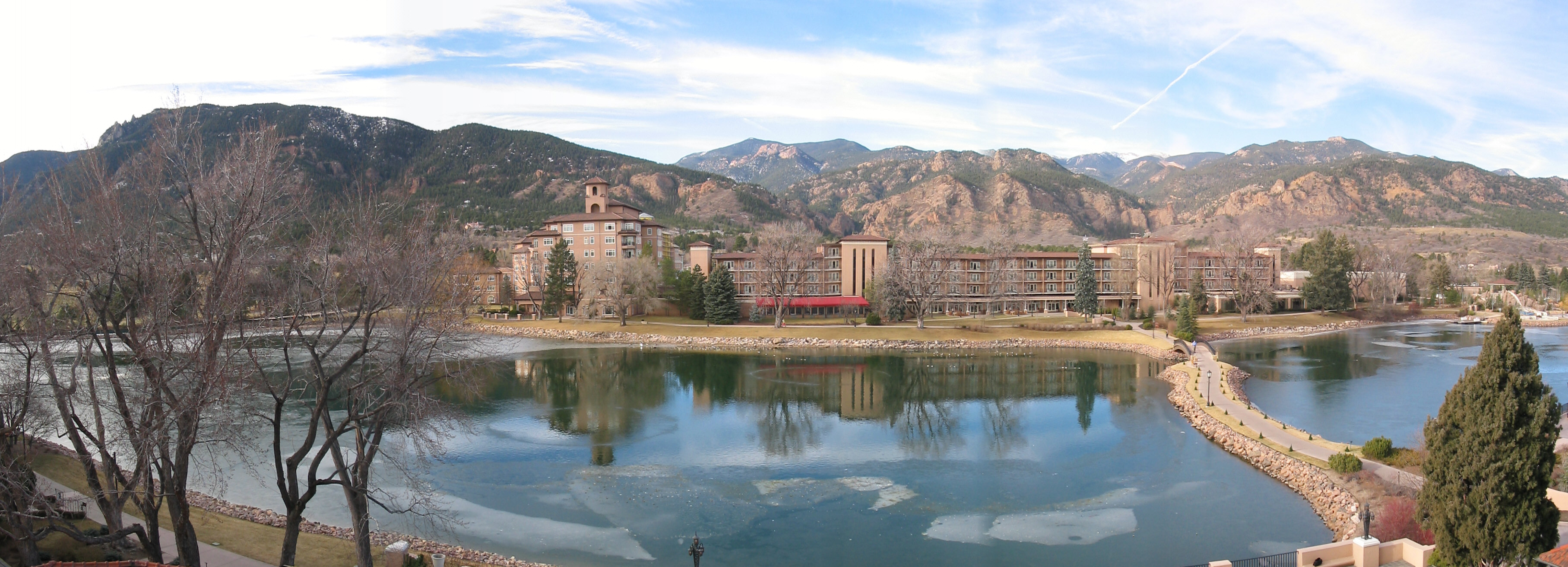
Una vista desde el edificio principal del hotel hacia el oeste

El spa de servicio completo tiene una piscina cubierta, un gimnasio, 43 salas de tratamiento, una sala de relajación y un salón de belleza y manicura. El complejo cuenta con piscinas cubiertas y al aire libre y canchas de tenis. Hay 25 tiendas minoristas, incluidas boutiques de ropa y otras tiendas.
A 1 km el sendero rodea el lago Cheyenne, que fue hecho por el hombre y se alimenta de un arroyo. En verano, los huéspedes pueden alquilar bicicletas y botes de pedales. Los establos en Broadmoor ofrecen paseos a caballo.
El Penrose Heritage Museum en la propiedad, anteriormente llamado El Pomar Carriage House Museum, alberga una colección de carruajes y automóviles antiguos. Estos últimos incluyen autos de carrera de Pikes Peak Auto Hill Climb a principios del siglo XX.
El Broadmoor tiene 17 187 m² de espacio para reuniones. Obtiene el 70% de sus ingresos de las convenciones. El Distrito de Protección contra Incendios de Broadmoor sirve al complejo y sus alrededores.

### Rancho en Emerald Valley
The Broadmoor ofrece una lujosa experiencia de montaña en su rancho de 16 acres en Emerald Green en la montaña Cheyenne. Philip Anschutz compró la propiedad y construyó un albergue principal y diez cabañas y restauró otros edificios originales. Hay dos lagos pequeños, establos de caballos, una glorieta, jacuzzis y una hoguera al aire libre.

### Campamento en la nube
Spencer Penrose, fundador de Broadmoor, estableció Cheyenne Lodge, que ahora es Cloud Camp, un refugio en la naturaleza situado a 914 m sobre el complejo.

### Campamento de pesca
Ubicado a 75 minutos al oeste del Resort a lo largo de un tramo de cinco millas del río Tarryall, The Broadmoor Fishing Camp bordea 48 562 ha de Lost Creek Wilderness.

## Historia

### Inicios

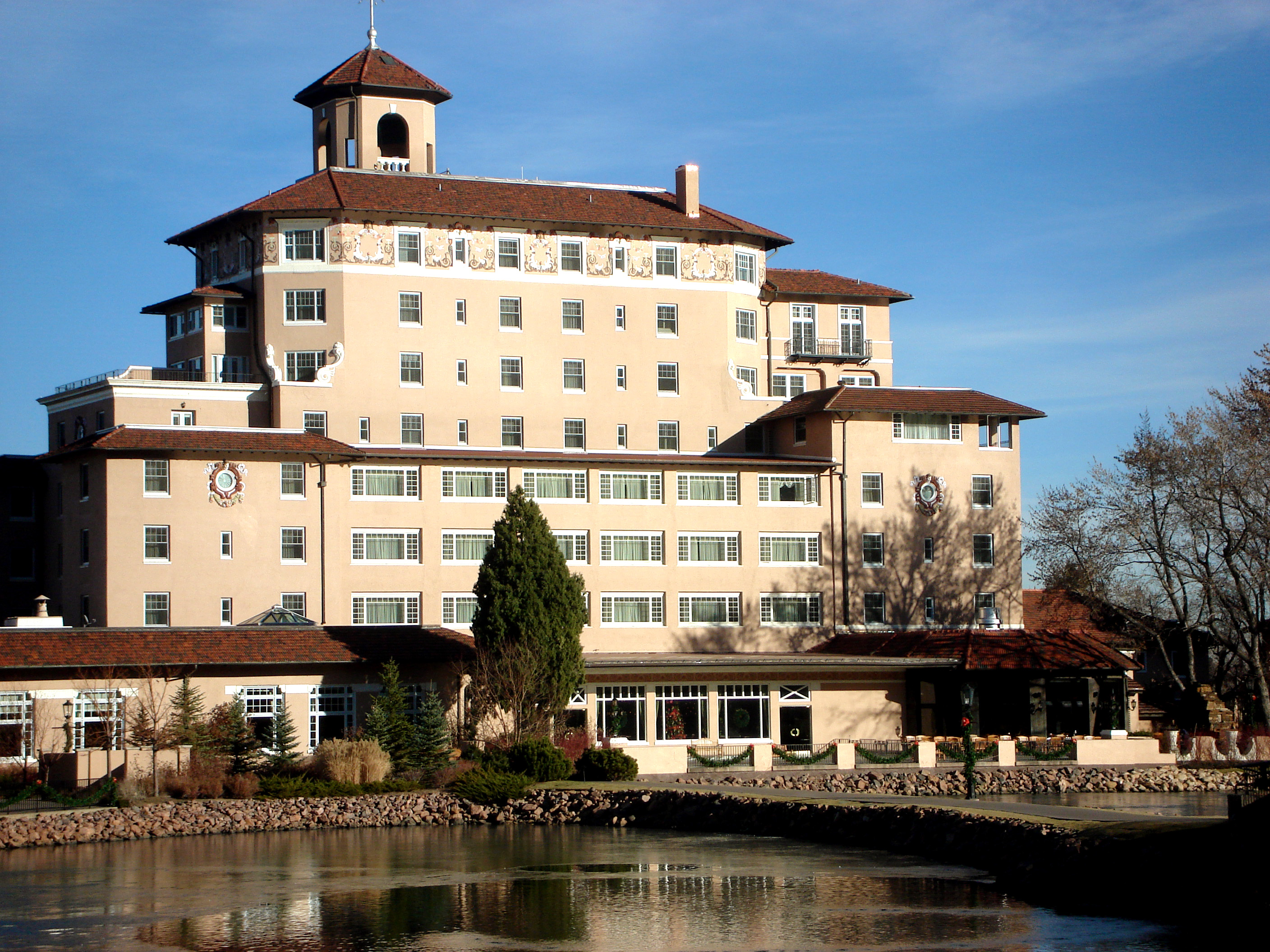
Broadmoor Main, construido en 1918

Spencer Penrose compró la propiedad en 1916 y, junto con los socios Albert E. Carlton y C. M. MacNeill, encargó a los arquitectos de Nueva York que diseñaran The Broadmoor como una "Gran Dama de las Montañas Rocosas", evocando el aspecto elegante, el excelente servicio y la excelente cocina de los célebres europeos. hoteles Los arquitectos Warren y Wetmore, que diseñaron los hoteles Ritz-Carlton y Biltmore, fueron contratados para diseñar los edificios del hotel. Frederick Law Olmsted, Jr., hijo del famoso diseñador de Central Park y arquitecto paisajista consumado por derecho propio, asumió el desafío de las 1214 ha de The Broadmoor.
Penrose contrató a Donald Ross, un arquitecto de golf, para diseñar el primer campo de golf. En ese momento, el campo de golf tenía la elevación más alta de todos los Estados Unidos. Se compraron obras de arte y antigüedades del Lejano Oriente y Europa para el hotel. Un pub inglés tradicional fue desmantelado, enviado a los Estados Unidos y vuelto a montar en el resort. El complejo contó con uno de los primeros spas de servicio completo del país y un club de actividades supervisadas para niños. El objetivo de Penrose era construir "el mejor hotel de los Estados Unidos". La sociedad gastó 3 millones de dólares (equivalentes a 36 millones de dólares en 2021) buscando realizar su sueño. La gran inauguración del complejo fue en 1918.
Se construyó un campo de polo al oeste del hotel en 1928. El Broadmoor Riding Arena se construyó al otro lado del lago Cheyenne desde el hotel principal en 1930. El hangar de Broadmoor se construyó en 1930 en el aeropuerto de Colorado Springs, al este de la ciudad, para uso de los huéspedes.

### Titularidad de la Fundación El Pomar

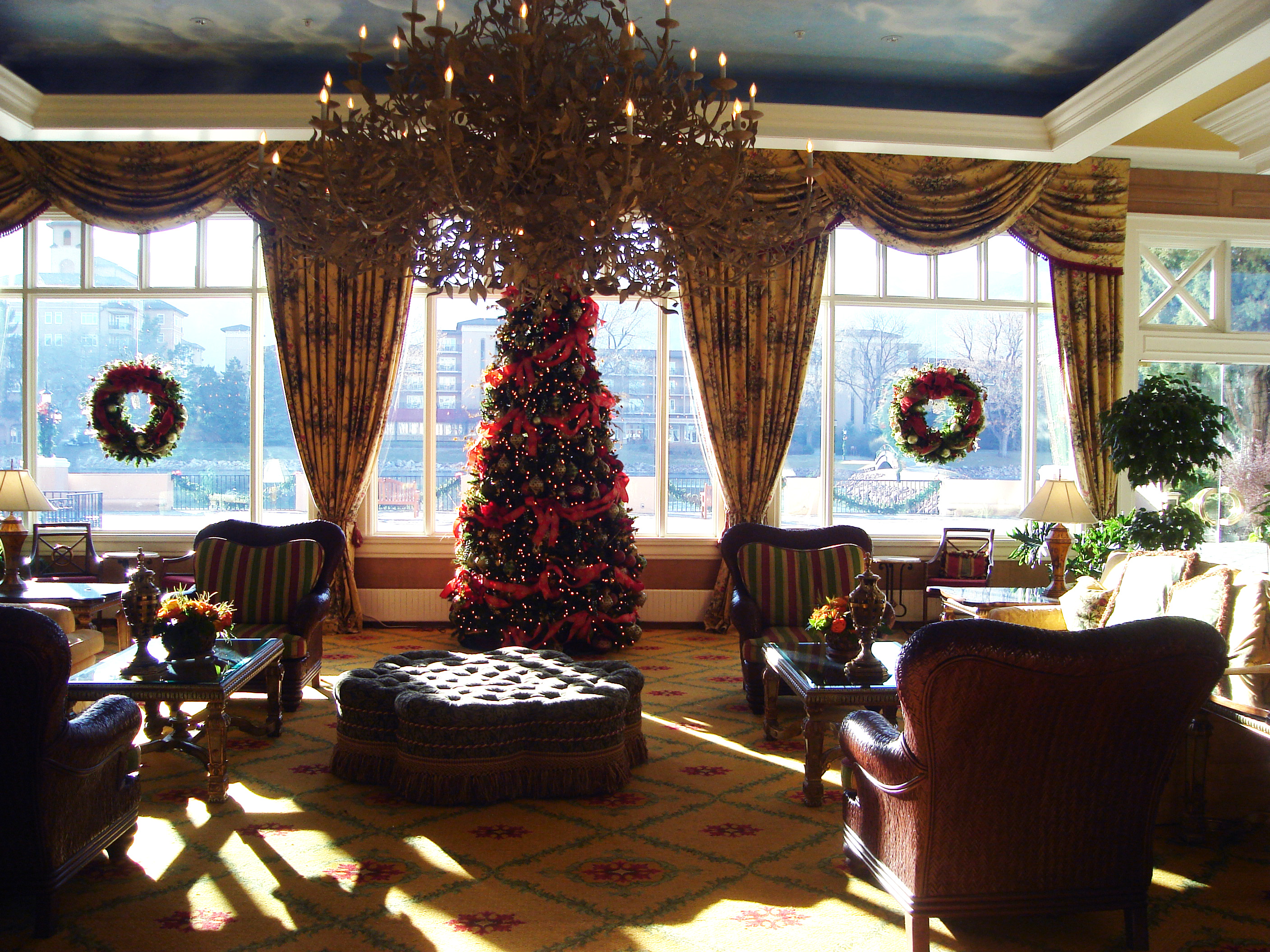
Interior del Hotel Broadmoor, decorado para las fiestas

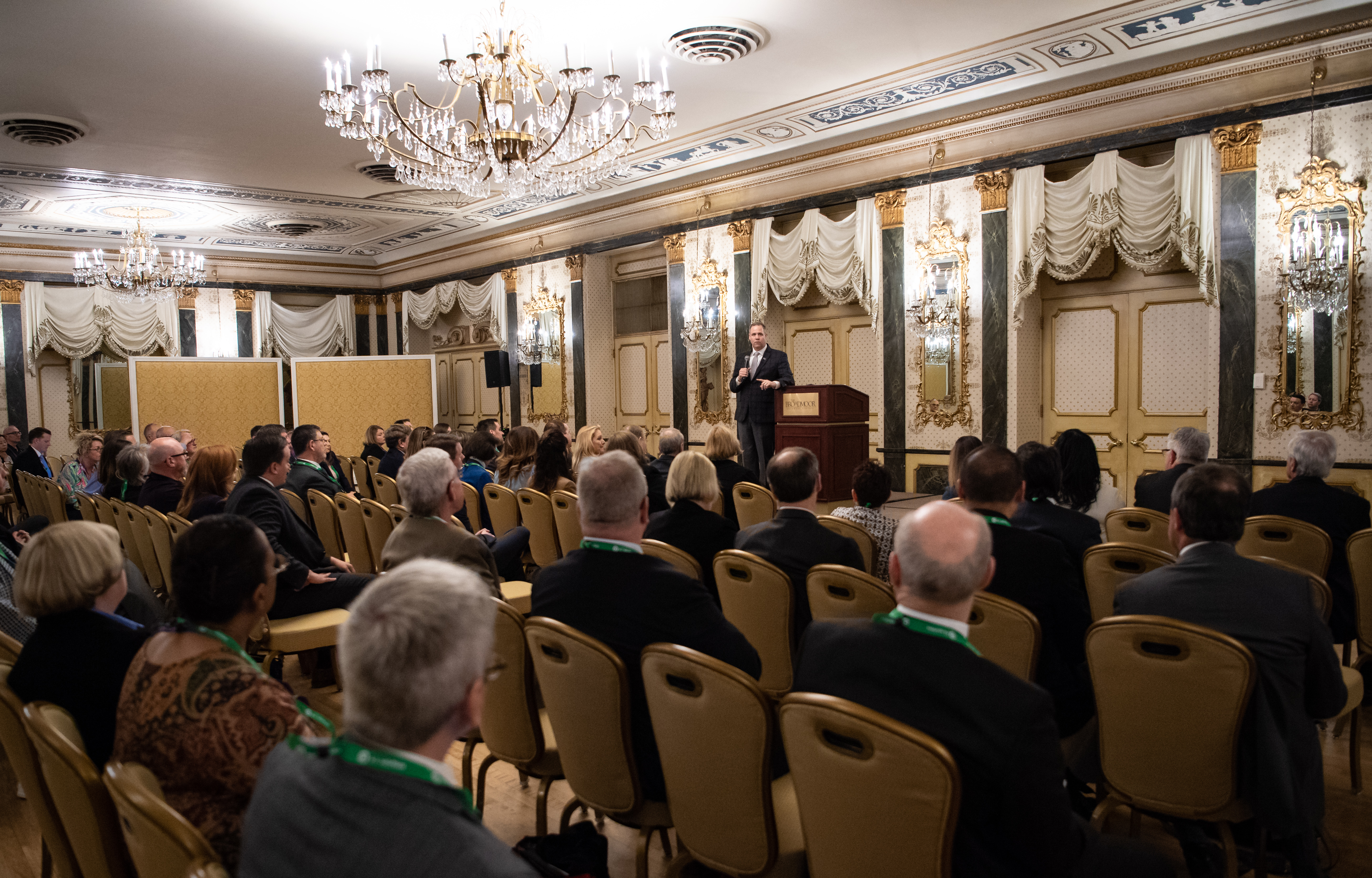
Salón de baile del hotel, en este caso, utilizado para un discurso del administrador de la NASA, Jim Bridenstine.

Durante la Gran Depresión, el negocio del hotel se desaceleró y entró en quiebra en 1932. El Pomar Investment Company de Penrose demandó al hotel y lo compró, convirtiéndose en el único propietario. En 1937, Penrose y su esposa Julie establecieron la Fundación El Pomar, destinada a otorgar subvenciones para apoyar actividades en el estado de Colorado.
El Broadmoor Ice Palace, un centro de entrenamiento olímpico, abrió sus puertas el 1 de enero de 1938 en los terrenos del complejo. Celebró un total de catorce festivales deportivos nacionales, el campeonato mundial de patinaje artístico y los campeonatos de patinaje artístico de Estados Unidos. Fue renombrado en 1961 como Broadmoor World Arena. También en 1938, el Will Rogers Memorial Stadium fue construido al otro lado del lago Cheyenne desde el hotel. Aquí se llevaron a cabo grandes conciertos, rodeos y bailes de nativos americanos.
Después de la muerte de Penrose en 1939, el hotel, el Mt. Manitou Incline, el Manitou and Pike's Peak Railway, y una cantidad considerable de su fortuna, se transfirieron a la Fundación. Charles L. Tutt, Jr., secretario de Broadmoor Hotel and Land Company, e hijo del antiguo amigo y socio de Penrose, fue nombrado presidente.
En memoria de su esposo, la Sra. Penrose hizo construir el Carriage House Museum (ahora el Penrose Heritage Museum) para su colección de carruajes y automóviles. Se mudó al sexto piso del hotel en 1944.
En 1959 se construyó una zona de esquí para la estación. El Broadmoor South de 144 habitaciones y el Centro Internacional se construyeron en 1961. William Thayer Tutt, hijo de Charles Tutt, Jr., fue elegido presidente de los hoteles ese año.
El 15 de febrero de 1961, miembros del equipo de patinaje artístico murieron durante el accidente aéreo del vuelo 548 de Sabena cerca de Bruselas. Dieciocho patinadores y otros 16 asociados con el equipo murieron camino al Campeonato Mundial de Patinaje Artístico. Se instaló un banco conmemorativo hecho de granito frente a la entrada del edificio World Arena (ahora demolido) en el borde del lago del complejo.
El segundo campo de golf fue diseñado por Robert Trent Jones, Sr. e instalado en 1965. Russell Thayer Tutt, otro hijo de Charles Tutt, Jr., se convirtió en presidente de The Broadmoor en 1975. El complejo estaba ubicado dentro del pueblo no incorporado de Broadmoor hasta que se anexó a la ciudad de Colorado Springs en 1980. Tras los intentos de revertir la anexión legalmente, la Corte Suprema de Colorado confirmó la anexión en 1982. El tercer campo de golf fue diseñado en 1976 por Ed Seay y Arnold Palmer.
Colorado Hall, el segundo centro de conferencias del resort, fue construido en 1982. En 1986, el complejo cerró Ski Broadmoor. La ciudad de Colorado Springs y Ski Vail se hicieron cargo para mantenerlo abierto. Cerró en 1991.

### Venta a Oklahoma Publishing
Debido al impacto de la Ley de Reforma Fiscal de 1969, la fundación vendió su participación mayoritaria del resort en 1988. El complejo fue renovado después de que The Oklahoma Publishing Company obtuviera una participación mayoritaria en 1989.
Se hicieron planes para demoler el Broadmoor Golf Club y construir el Broadmoor Spa, Golf and Tennis Club por 12,2 millones de dólares (equivalente a 23 millones de dólares en 2021) en 1993. El Broadmoor World Arena fue demolido en abril de 1994 y al año siguiente se construyó Broadmoor West. Entre 2000 y 2002 se realizó una remodelación por 75 millones de dólares (equivalente a 113 millones de dólares en 2021).
En octubre de 2003 se celebró en Broadmoor una cumbre de la Organización del Tratado del Atlántico Norte (OTAN) con el presidente George W. Bush, Donald Rumsfeld y los ministros de defensa de siete países.
Entre 2003 y 2008, el complejo se amplió para incluir un grupo de tiendas minoristas, 160 casas adosadas y condominios de lujo, canchas de tenis en la azotea, estacionamiento subterráneo y la expansión del tercer campo de golf.

### Compra por Anschutz Corporation
Anschutz Corporation compró el complejo en 2011. Desde junio de 2016, el hotel ha sido administrado por The Broadmoor-Sea Island Company, LLC, que también administra la isla turística costera Sea Island, Georgia, de propiedad privada.

## Nombre y logotipo de Broadmoor
El nombre y el logotipo del hotel siempre se presentan oficialmente en mayúsculas con la 'A', más pequeña pero más alta que las otras letras. A pesar de varias leyendas urbanas asociadas con la configuración, los documentos originales de derechos de autor presentados el 15 de diciembre de 1918 revelan que la alteración fue necesaria para obtener derechos de autor exclusivos, porque había habido otros usos de la palabra Broadmoor en títulos en el área cercana desde el década de 1880

## Torneos
El complejo ha sido escenario de torneos, como el US Women's Open y el US Senior's Open, desde sus primeros años de funcionamiento. El primer torneo de golf por invitación de Broadmoor se llevó a cabo en 1921. Los campeonatos nacionales de patinaje artístico se llevaron a cabo en The Broadmoor en 1948 y 1973. El torneo de golf de la National Collegiate Athletic Association (NCAA) se llevó a cabo en junio de 1957. Cinco años más tarde, los Campeonato Mundial de Hockey sobre Hielo Masculino se llevaron a cabo en The Broadmoor.
El Broadmoor World Arena fue el sitio del Campeonato Mundial de Patinaje Artístico en enero de 1966.
El complejo también ha sido sede de otros campeonatos. Broadmoor East fue sede del torneo de golf World Senior en 1966. La Asociación de arcillas deportivas de los Estados Unidos (USSCA) tuvo su campeonato nacional de arcillas deportivas en 1990 en Broadmoor. El US Women's Open de 2011 se llevó a cabo en The Broadmoor.
En 2005, Chet Murphy fue incluido en el Salón de la Fama del Tenis de Colorado, en reconocimiento a sus contribuciones al desarrollo del complejo The Broadmoor como uno de los principales centros de tenis de los Estados Unidos.

## Premios
El complejo ha recibido más de 100 premios a lo largo de su historia, entre ellos: 
- Clasificación de 5 estrellas para el resort por Forbes, anteriormente Mobile Guide, durante 54 años consecutivos, a partir de 2015. Este es el período de tiempo más largo de cualquier establecimiento en los Estados Unidos.[36]
- Ranking de 5 estrellas para el restaurante Penrose de Forbes en 2012. The Broadmoor es una de las tres combinaciones de hotel y restaurante que recibe ambas clasificaciones.[6]
- Clasificación de 5 diamantes de la Asociación Estadounidense del Automóvil (AAA) para el complejo durante 39 años consecutivos, a partir de 2015.[36]
- Clasificación de 5 diamantes de la AAA para el restaurante Penrose durante 8 años consecutivos, a partir de 2015.[36]
- Catalogado como Hotel Histórico de Estados Unidos por el National Trust for Historic Preservation.[3]

## En la cultura popular
- Ice Castles (1978) se filmó en el antiguo Broadmoor World Arena. Protagonizada por Lynn-Holly Johnson, una patinadora, y Robby Benson[37]
- The Case of the Sinister Spirit (1987) se filmó en The Broadmoor.[37]